# John III Comyn, Señor de Badenoch
John III Comyn, Señor de Badenoch, o John "el Rojo", también conocido simplemente como Comyn "el Rojo" (Red Comyn) (fallecido el 10 de febrero de 1306), fue un noble escocés que jugó un importante papel en las Guerras de independencia de Escocia, llegando a ser nombrado Guardián de Escocia. Fue asesinado por el futuro Roberto I de Escocia en la abadía de Greyfriars Church, en Dumfries.
Su padre, John II Comyn, conocido como "Comyn el Negro" (Black Comyn), fue uno de los contendientes al trono de Escocia, alegando ser descendiente de Donald III de Escocia; su madre, Eleanor Balliol, era la hermana mayor de Juan Balliol. Se puede decir por ello que Comyn poseía sangre real celta y normanda.
Además, emparentó con la casa real de Inglaterra: a principios de la década de 1290 contrajo matrimonio con Joan de Valence, hija de William de Valence, tío de Eduardo I de Inglaterra.

## La familia Comyn
En víspera de las Guerras de Independencia, los Comyn eran una de las principales familias de Escocia, con extensos territorios a lo largo del país y un gran peso político, con lazos familiares con la familia real inglesa. De origen normando, habían llegado a Escocia durante el reinado de David I y habían mejorado progresivamente su situación desde entonces. En el siglo XIII habían adquirido el señorío de Badenoch y, a la muerte de Alejandro III, John Comyn II había formado parte del grupo de nobles que deberían dar la bienvenida a Margarita, la nieta del rey y futura heredera. La prematura muerte de la niña sumió a Escocia en el caos, situación que se resolvió en 1292 con la coronación de Juan de Balliol, con apoyo de los Comyn y de William Wallace, como Juan I de Escocia.
Esta decisión, sin embargo, nunca fue aceptada por Robert Bruce V de Annandale, abuelo del futuro rey, lo que llevaría a un enfrentamiento entre ambas familias a lo largo de los años.

## La guerra
Tras el estallido de la guerra, John III Comyn, su padre y su primo John Comyn, conde de Buchan, atacaron Carlisle en Cumbria, defendido por Robert Bruce VI, padre del futuro rey. Desprovistos de medios para asediar el castillo, los Comyn se retiraron y se unieron al grueso del ejército escocés en Haddington para detener el avance de los ejércitos ingleses por la costa este. El 27 de abril de 1296, los escoceses fueron derrotados en la batalla de Dunbar y John III Comyn fue hecho prisionero. Mientras su primo y su padre se retiraban al norte, John fue llevado a Inglaterra y encerrado en la Torre de Londres, donde permanecería por varios meses; pero con la situación en Escocia aparentemente bajo control, fue puesto en libertad a condición de que sirviese al ejército de Eduardo I de Inglaterra en Flandes en la guerra contra Francia.
Mientras se encontraba en el continente tuvo noticias del levantamiento de William Wallace y Andrew Moray en Escocia y de su victoria en Stirling Bridge contra los ingleses. En marzo de 1298, John y varios nobles escoceses más desertaron de las filas inglesas y se presentaron en París, donde solicitaron ayuda al rey de Francia, que únicamente les proporcionó los medios para regresar a Escocia.

## Batalla de Falkirk
Ese mismo año, William Wallace había sido nombrado Guardián de Escocia tras la muerte de Moray en la batalla de Stirling Bridge. El principal desafío que se le presentaba a Wallace era reunir un ejército nacional que pudiera hacer frente a la invasión planeada por Eduardo I, ansioso por lograr la revancha tras la derrota de Stirling Bridge. Para asegurar la caballería, la línea más débil de las tropas escocesas, Wallace dependía de las más importantes familias nobiliarias, entre ellos los Comyn. El 22 de julio, en la batalla de Falkirk, el ejército de Wallace fue derrotado por los ingleses, que consiguieron aplastar la caballería ligera escocesa con su caballería pesada. Es posible que el propio Comyn estuviese presente en la batalla, aunque no hay evidencia conclusiva. Las principales crónicas escocesas, las de John Barbour y Juan de Fordun, fueron compuestas varias décadas después de los hechos y de que los Comyn fueran expulsados de Escocia. Según la crónica de Fordun, John y sus hombres huyeron del campo de batalla, traicionando a Wallace al que, al decir del cronista, odiaban profundamente. Por su parte, la crónica inglesa de Lanercost sólo menciona la incapacidad de la caballería escocesa, sin hacer mención alguna a los Comyn. Poco después de la muerte de Wallace, Comyn sería nombrado Guardián de Escocia, por lo que parece poco probable que la traición hubiese sido muy evidente.

## Guardián de Escocia
Tras la derrota en Falkirk, Wallace, cuyo prestigio se había basado en su talento militar, se vio poco menos que obligado a abandonar su puesto de Guardián de Escocia. Para sustituirle, se decidió nombrar conjuntamente como guardianes a John Comyn y al joven Robert Bruce, que ahora militaba en el partido patriota. Aunque las crónicas no dicen nada acerca de la relación entre Comyn y Bruce, parece razonable pensar que las relaciones entre ambos estarían marcadas por continuas sospechas y desencuentros. En una reunión del consejo de magnates en Peebles en agosto de 1299 mantuvieron una fuerte discusión en la que, según un espía inglés, Comyn agarró a Bruce por la garganta.
Para mediar entre ambos se nombró un tercer guardián en la persona de William Lamberton, obispo de Saint Andrews; sin embargo, Lamberton, partidario de Bruce, no fue una elección afortunada. Finalmente, Bruce decidió renunciar a su cargo en mayo de 1300, cuando la restauración de Juan de Balliol parecía poco menos que inminente, dejando a Comyn y Lamberton como guardianes. Sin embargo, los enfrentamientos entre ambos continuaron produciéndose, por lo que se nombró a Sir Ingram d'Umphraville como tercer guardián.
Esta decisión favoreció a Comyn, de quien Umphraville era cercano partidario. Mientras los guardianes se hacían con el control de Escocia, Robert Bruce firmaba la paz en febrero de 1302 con el rey Eduardo I en un documento en el que expresaba su temor a que el reino de Escocia fuera arrancado a Eduardo y entregado a Juan de Balliol.
El nuevo triunvirato duró hasta mayo de 1301, cuando John de Soules fue nombrado Guardián en solitario con el apoyo del propio Balliol. Soules sería sustituido al año siguiente por Comyn durante su misión diplomática a Francia.

## Desafío y rendición
Durante los dos años siguientes, Comyn ocupó, en ausencia de Soules, el puesto de Guardián de Escocia. Esto era lógico, teniendo en cuenta que, aparte de pertenecer a una de las familias más poderosas del reino, sus territorios apenas habían sufrido las consecuencias de la guerra, ya que las campañas inglesas se habían limitado al sur del país, sin llegar a alcanzar las tierras situadas al norte del río Forth. El prestigio de Comyn se incrementó aún más si cabe tras su victoria contra los ingleses en Roslin en febrero de 1303, junto con Simon Frasier.
Sin embargo, los acontecimientos políticos perjudicaron a Escocia. Felipe IV de Francia llegó finalmente a un acuerdo con Eduardo, en el que Escocia fue excluida. Eduardo I se dispuso a iniciar un nuevo asalto a Escocia, esta vez decidido a ocupar todo el país. Incapaz de organizar una resistencia capaz de frenar a los ingleses, Comyn entró en negociaciones con Inglaterra, que concluyeron en febrero de 1304 en Strathord, cerca de Perth. Comyn logró un acuerdo bastante favorable para los intereses de Escocia: expuso claramente sus condiciones, insistiendo en que no habría represalias ni confiscaciones, condiciones que fueron aceptadas por Eduardo con contadas excepciones. El monarca inglés, por su parte, exigió que William Wallace fuera capturado y entregado a la autoridad real. Aunque Comyn no fue el captor de Wallace, no parece probable que hubiera dudado en prenderlo si hubiera tenido la oportunidad.

## Muerte en Dumfries
El 10 de febrero de 1306, Robert Bruce participó en el asesinato de Comyn, ante el altar mayor de Greyfriars Church, en Dumfries. Bruce había convocado a Comyn a una reunión, en la que le apuñaló y asesinó junto a Roger de Kirkpatrick. Este hecho nunca fue negado, aunque las fuentes escocesas posteriores trataran de justificar el crimen acusando a Comyn de traidor. Sin embargo, parece ser que, a principios de 1306, Robert Bruce contaba con el apoyo del clero escocés, encabezado por William Lamberton y Robert Wishart, obispo de Glasgow, con la intención de reinstaurar la monarquía escocesa. Juan de Balliol nunca iba a regresar, por lo que los únicos candidatos con opciones eran él y Comyn. 
La verdad reside en la lista de cargos confeccionada para Eduardo I contra Lamberton:

Cuando Lamberton fue nombrado Guardián jefe, Bruce se levantó contra el Rey Eduardo como traidor, y asesinó a Sir John Comyn, Señor de Badenoch, en la iglesia de los Frailes menores en el pueblo de Dumfries, junto al altar mayor, porque Sir John no aceptaría la traición que Robert planeaba contra el rey de Inglaterra, es decir, continuar la guerra y convertirse en rey de Escocia.

El asesinato de Comyn cogió a Eduardo completamente desprevenido. Trece días después, una versión distorsionada de los hechos llegó a su corte en Winchester, en la que se culpaba del hecho a "algunas personas que están tratando por todos los medios de enturbiar la paz y tranquilidad en el reino de Escocia". Una vez que la situación se aclaró, Eduardo reaccionó con furia, autorizando a Aymer de Valence, II conde de Pembroke, cuñado de Comyn, a tomar represalias extraordinarias contra Bruce, que había sido coronado rey menos de siete semanas después del asesinato en Dumfries. Ordenó también a Joan de Valence, esposa de Comyn, hermana de Aymer de Valence y prima suya, que enviara al hijo de Comyn, también llamado John, a Inglaterra, donde sería puesto bajo el cuidado de Sir John Weston. John Comyn el joven sería educado en la corte, junto a los otros niños de la familia real, y no regresaría a Escocia hasta 1314, falleciendo en la batalla de Bannockburn.
La muerte de Comyn llevaría a una breve pero sangrienta guerra civil en Escocia, completamente finalizada en 1308, pero cuyas consecuencias políticas aún se dejarían sentir durante décadas.